# Non ho che te
Non ho che te è un singolo del cantautore italiano Luciano Ligabue, il secondo estratto dal suo quinto album dal vivo Giro del mondo e pubblicato il 12 giugno 2015.

## La canzone
È uno dei quattro inediti presenti in Giro del mondo, raccolta di brani dal vivo di Ligabue. Parlando del brano, quest'ultimo ha detto:

## Video musicale
Il video ufficiale del brano, diretto da Cosimo Alemà e prodotto dalla 999 Films in collaborazione con Eventidigitali Films, vede la partecipazione degli attori Patrizio La Bella, Maria Pia Calzone e Francesco Siciliano. Le riprese si sono tenute in diverse aree di Roma, mentre le scene in cui Ligabue canta il brano sono state registrate da Riccardo Guernieri allo Studio 606 di Los Angeles durante la registrazione del brano.

## Classifiche
| Classifica (2015) | Posizione massima |
| ----------------- | ----------------- |
| Italia            | 80                |
| Italia (airplay)  | 2                 |